# Amathinidae
Amathinidae är en familj av snäckor. Amathinidae ingår i ordningen Heterostropha, klassen snäckor, fylumet blötdjur och riket djur. Enligt Catalogue of Life omfattar familjen Amathinidae 4 arter.
Kladogram enligt Catalogue of Life:
| Amathinidae | \| \| Cyclothyca \| \| \| \| \| \| Iselica \| \| \| \| |
|             | \| \| Cyclothyca \| \| \| \| \| \| Iselica \| \| \| \| |
|             | Acteonidae                                             |
|             |                                                        |
|             | Architectonicidae                                      |
|             |                                                        |
|             | Cornirostridae                                         |
|             |                                                        |
|             | Ebalidae                                               |
|             |                                                        |
|             | Hyalogyrinidae                                         |
|             |                                                        |
|             | Mathildidae                                            |
|             |                                                        |
|             | Omalogyridae                                           |
|             |                                                        |
|             | Pyramidellidae                                         |
|             |                                                        |
|             | Rissoellidae                                           |
|             |                                                        |
|             | kamgälsnäckor                                          |
|             |                                                        |
|             | Xylodisculidae                                         |
|             |                                                        |
|             | Cyclothyca                                             |
|             |                                                        |
|             | Iselica                                                |
|             |                                                        |

|  | Cyclothyca |
|  |            |
|  | Iselica    |
|  |            |

## Bildgalleri

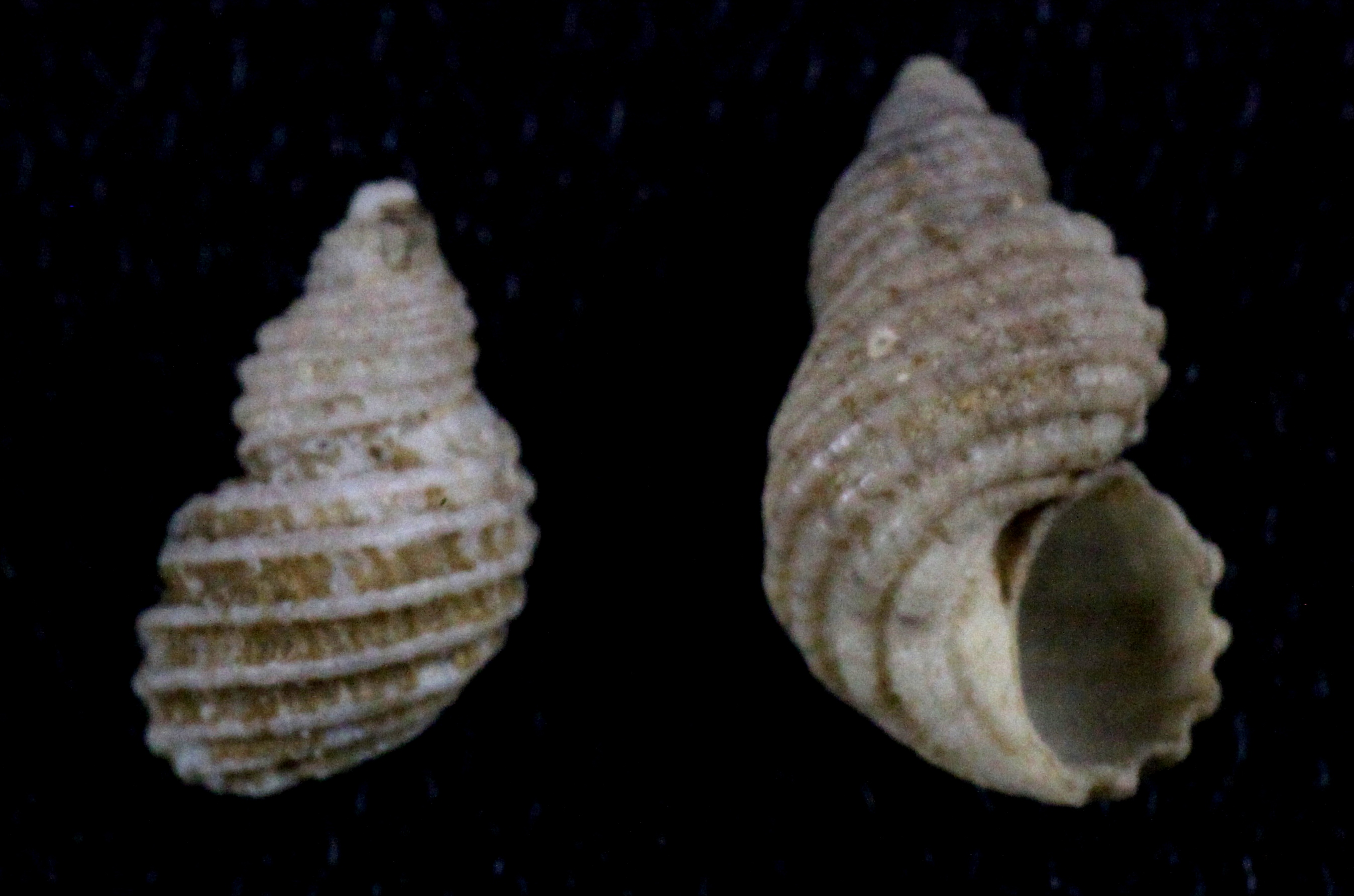